# Szinnamező
Szinnamező (1899-ig Nechvál-Polyánka, szlovákul: Nechválova Polianka, ukránul: Nehval Poljanki) község Szlovákiában, az Eperjesi kerület Homonnai járásában.

## Fekvése
Homonnától 24 km-re, északkeletre fekszik.

## Története
Először 1547-ben említették.
A 18. század végén Vályi András így ír róla: „POLYÁNKA. Nechval Polyánka. Orosz falu Zemplén Vármegyében, földes Ura Gróf Klobusiczky Uraság, lakosai ó hitüek, fekszik Papinához, és Zubnához 1/2 órányira, két nyomásbéli határja sovány, legelője, réttye, erdeje van, zabot középszerűen, gabonát pedig ritkán terem, piatza Homonnán van.”
Fényes Elek 1851-ben kiadott geográfiai szótárában így ír a faluról: „Polyánka (Nehval), orosz falu, Zemplén vmegyében, Papina fil., 6 r., 625 g. kath., 14 zsidó lak. Gör. kath. anyaegyház, 919 hold szántóföld. Malom. F. u. gr. Klobusiczky. Ut. p. N.-Mihály.”
Borovszky Samu monográfiasorozatának Zemplén vármegyét tárgyaló része szerint: „Szinnamező, azelőtt Nechval-Polyánka. Tót kisközség 53 házzal s 385 róm. kat. vallású lakossal. Postája Papháza, távírója Szinna, vasúti állomása Homonna. A homonnai uradalomhoz tartozott, de a XVIII. században gróf Klobusitzky Antal volt a földesura s a mult században is a Klobusiczkyaké volt. Gör. kath. temploma 1788-ban épült, de 1863-ban megújították.”

A trianoni diktátumig Zemplén vármegye Szinnai járásához tartozott.

## Népessége
| Év:            | 1994. | 2004.    | 2014.    | 2024.    |
| -------------- | ----- | -------- | -------- | -------- |
| Emberek száma: | 165   | 127      | 83       | 104      |
| Eltérés:       |       | -23,03 % | -34,64 % | +25,30 % |

| Év:            | 2023. | 2024.   |
| -------------- | ----- | ------- |
| Emberek száma: | 107   | 104     |
| Eltérés:       |       | -2,80 % |

1910-ben 398, túlnyomórészt ruszin lakosa volt.
2001-ben 135 lakosából 78 fő szlovák, 36 ruszin, 21 ukrán volt.
2011-ben 105 lakosából 56 fő ruszin és 45 szlovák.
2021-ben 74 lakosából 56 szlovák, 15 ruszin, 2 ukrán, 1 ismeretlen nemzetiségű.

## Külső hivatkozások
- Községinfó
- E-obce Archiválva 2021. január 26-i dátummal a Wayback Machine-ben
- Szinnamező a térképen